# Olympische Sommerspiele 1996/Teilnehmer (Grenada)
| Gelbes Symbol für Goldmedaillen mit stilisierten Olympischen Ringen | Graues Symbol für Silbermedaillen mit stilisierten Olympischen Ringen | Braundes Symbol für Bronzemedaillen mit stilisierten Olympischen Ringen |
| ------------------------------------------------------------------- | --------------------------------------------------------------------- | ----------------------------------------------------------------------- |
| —                                                                   | —                                                                     | —                                                                       |

Grenada nahm bei den Olympischen Spielen 1996 in Atlanta zum vierten Mal an Olympischen Sommerspielen teil. Die Olympiamannschaft bestand aus fünf Athleten.

## Teilnehmer nach Sportart

### Leichtathletik
- Richard Britton, Rufus Jones, Alleyne Francique und Clint Williams
Männer, 4 × 400 m Staffel, im Vorlauf ausgeschieden (disqualifiziert)
- Kenny Lewis
Männer, Weitsprung, in der Qualifikationsrunde ausgeschieden (7,41 m)